# Villehardouin
Villehardouin est une ancienne commune française du département de l'Aube, incluse dans celle du Val-d'Auzon depuis 1972.

## Géographie
Le village est situé à 24 kilomètres au nord-est de Troyes, à 11 kilomètres à l'ouest de Brienne-le-Château.

## Histoire
Au Moyen Âge, le village faisait partie du comté de Brienne. Il est le siège de la maison de Villehardouin, une importante famille champenoise.
Le 1er mai 1972, le village fusionne avec Auzon-les-Marais et Montangon pour donner Val-d'Auzon.

## Lieux et monuments
- L'église de Villehardouin, consacrée aussi à Saint-Martin date des XIIIe siècle, XVIe siècle et XVIIIe siècle. Elle est "dénaturée" selon Marguerite Beau[2].

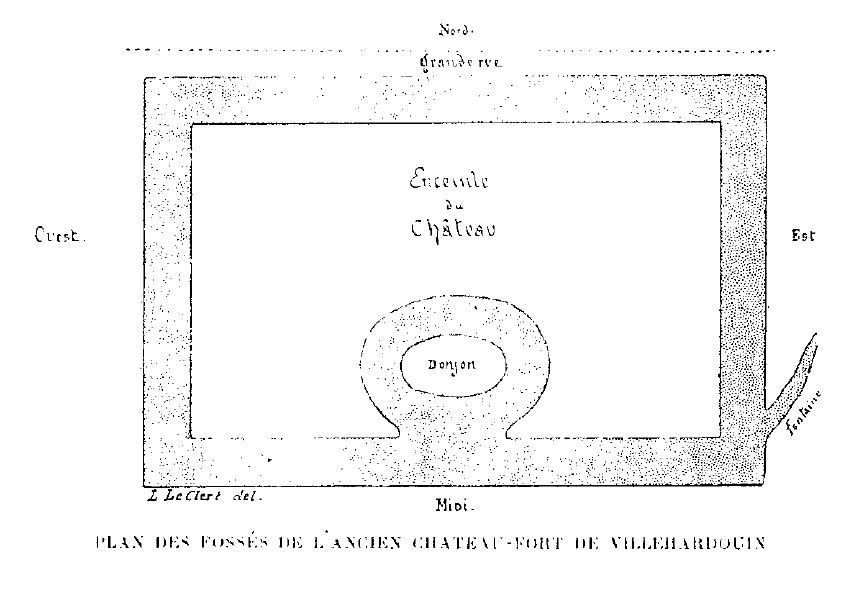
Plan des fossés de l'ancien château-fort de Villehardouin, par Ernest Petit.

- Le château de Villehardouin.

## Personnalités liées à la commune
- Geoffroi de Villehardouin, chroniqueur de la quatrième Croisade.
- Geoffroi Ier de Villehardouin, prince d'Achaïe.
- Geoffroy II de Villehardouin, fils du précédent à qui il succède comme prince d'Achaïe.
- Guillaume II de Villehardouin, frère du précédent à qui il succède comme prince d'Achaïe.